# Klaus Louis Gerlach
Klaus Louis Gerlach (* 7. April 1947) ist ein deutscher Zahntechniker, Zahnarzt und Hochschullehrer.

## Leben
Gerlach absolvierte ab 1961 in Kassel und Iserlohn eine Zahntechnikerausbildung und war anschließend in diesem Beruf tätig.
Über den Zweiten Bildungsweg kam er an die Philipps-Universität Marburg.
Dort studierte er ab 1970 Medizin und Zahnmedizin.
Ab 1976 arbeitete er als Medizinalassistent in Marburg und Bad Karlshafen.
Dann wechselte er als wissenschaftlicher Angestellter an die Abteilung für Mund-, Kiefer- und Gesichtschirurgie der Universitäts-Zahn-und-Kieferklinik Köln.
1977 promovierte er in Marburg mit einer Arbeit zum Thema Seroepidemiologische Untersuchungen der Amöbiasis in Mobai, Sierra Leone.
Von 1978 bis 1994 arbeitete er an der Klinik für Mund-, Kiefer- und Gesichtschirurgie der Universität zu Köln.
Dort wurde er zum Facharzt für Mund-, Kiefer- und Gesichtschirurgie (MKG) ausgebildet.
1982 promovierte er in Köln mit einer Arbeit zum Thema Die Miniplattenosteosynthese bei Unterkiefer- und Mittelgesichtsfrakturen zum Dr. med. dent. mit Zusatzbezeichnung „Plastische Operationen MKG“.
Im selben Jahr wurde er Oberarzt.
Gerlach habilitierte sich 1986 mit einer Arbeit zum Thema Biologisch abbaubare Polymere in der Mund-, Kiefer- und Gesichtschirurgie als Grundlage für resorbierbare Osteosynthesematerialien.
Im selben Jahr wurde er ständiger Vertreter des Klinikdirektors.
1992 wurde Gerlach zum außerplanmäßigen Professor berufen.
1994 ging er als ordentlicher Professor an die Otto-von-Guericke-Universität Magdeburg.
Hier leitete er bis zu seiner Emeritierung 2013 die Universitätsklinik für Mund-, Kiefer- und Gesichtschirurgie.

## Forschungsinteressen
Das Hauptforschungsintresse Gerlachs liegt auf dem Gebiet der Mund-, Kiefer- und Gesichtschirurgie.
Seine klinischen Schwerpunkte waren die Behandlung der Patienten mit Tumoren und Verletzungen im Kiefer-Gesichtsbereich.
Er forschte im Bereich der Implantologie. 
Außerdem widmete er sich der Unfallchirurgie des Kiefer- und Gesichtsbereiches.
Er untersuchte und erprobte die klinische Anwendung verschiedener Miniplattenosteosynthesesysteme.
Er entwickelte biologisch abbaubare Osteosynthesematerialien. 
Außerdem beschäftigte er sich mit der Behandlung von Patienten mit Dysgnathien und Asymmetrien.
Gerlach war an den folgenden Projekten leitend beteiligt:
- 2010–2013: Nachkontrolle durchgeführter Augmentationen mit autogenen Knochentransplantaten bei Kieferatrophien
- 2007–2012: Überprüfung der Effizienz der operativen Therapie submuköser Gaumenspalten im Hinblick auf die Verbesserung des Hör- und Sprachvermögens
- 2007–2012: Prospektive Studie zur Erfolgsanalyse der Replantation luxierter Zähne nach Fluoridvorbehandlung
- 2007–2012: Prospektive Studie zum Stellenwert der kieferorthopädischen Frühbehandlung bei Kindern mit Kiefer- und Gaumenspalten[7]

## Mitgliedschaften
Gerlach engagierte sich in der S.O.R.G. (Strasbourg Osteosynthesis Research Group).
Er hatte den Vorsitz im Prüfungsausschuss „Plastisch und Ästhetische Operationen“ und Oralchirurgie.
Er ist Tagungsleiter des alljährlichen Zahnärztetages Sachsen-Anhalt und Leiter des Curriculum Implantologie.
Außerdem engagiert er sich im Professorenkollegium Emeritio, das sich der allgemeinverständlichen Wissensweitergabe an breite Bevölkerungsschichten widmet.

## Auszeichnungen
Für seine wissenschaftlichen Leistungen erhielt Gerlach die folgenden Preise:
- Jahrespreis der Deutschen Gesellschaft für Zahn-, Mund- und Kieferheilkunde,
- Hochschulforschungspreis des Bundesverbandes Deutscher Zahnärzte,
- Herbert-Lauterbach-Preis der Vereinigung berufsgenossenschaftlicher Kliniken.[1]

## Schriften (Auswahl)
- Biodegradable osteosynthesis material in maxillofacial surgery in Fractures of the mandibular condyle, Immenstadt, Eberl, S. 63–71, 2010
- Resorbable materials in Anatomy, access and osteosynthesis of mandibular process fractures, S. 85–89, 2009
- Spezifische Infektionen und Pilzerkrankungen in Zahn-Mund-Kiefer-Heilkunde, Bd. 3,  Zahnärztliche Chirurgie, Stuttgart, Thieme, ISBN 978-3-13-116964-8, S. 133–146, 2009
- Frühchengesicht und Frühchenzähne – was ist dran? zusammen mit Gerhard Jorch in Frühgeborene, Stuttgart, Urania, ISBN 3-332-01839-6, S. 144, 2006
- Therapie der Verletzungen im Gesichtsbereich in Wundatlas, Stuttgart, Thieme, ISBN 3-13-140832-4, S. 122–129, 2006
- Transversal Palatal Expansion Using a Palatal Distractorzusammen mit Christian Zahl, Journal of Orofacial Orthopedics, Fortschritte der Kieferorthopädie, v64 n6, 2003, S. 443–449, ISSN 1434-5293
- Plastisch-rekonstruktive Chirurgie nach Bestrahlung im MKG-Bereich in Med. Prax. 18, 2002, Nr. 3, S. 9–12
- Das Magdeburger Konzept zur Behandlung der Patienten mit Lippen-Kiefer-Gaumenspalten in Gesichter 12, 2000, Nr. 2, S. 2–7
- Biologisch abbaubare Polymere in der Mund-, Kiefer- und Gesichtschirurgie. Tierexperimentelle Untersuchungen, ISBN 978-3446151475, Hanser Fachbuchverlag, 1988